# Dave Schellhase
David Gene "Dave" Schellhase Jr. (Evansville, Indiana; 14 de octubre de 1944) es un exjugador y exentrenador de baloncesto estadounidense que disputó 2 temporadas en la NBA. Con 1,90 metros de estatura, jugaba en la posición de base.

## Trayectoria deportiva

### Universidad
Jugó durante cuatro temporadas con los Boilermakers de la Universidad Purdue, en las que promedió 28,8 puntos y 10,0 rebotes por partido. Fue elegido en sus tres últimas temporadas en el mejor quinteto de la Big Ten Conference, y en dos ocasiones como integrante de los equipos All-American.

### Profesional
Fue elegido en la décima posición del Draft de la NBA de 1966 por Chicago Bulls, donde no tuvo la repercusión que de él se esperaba después de una brillante carrera universitaria. en su primer año fue el tercer base del equipo, jugando apenas en 31 partidos en los que promedió 3,0 puntos por noche. Al año siguiente las cosas le fueron de manera similar, siendo colocado por el equipo en el draft de expansión, donde fue elegido por Phoenix Suns, donde nunca llegó a jugar, dejando el baloncesto en activo.

### Entrenador
Tras retirarse, fue entrenador de la Universidad Minnesota St. Moorhead entyre 1975 y 1982, pasando posteriormente a dirigir durante 3 temporadas a la Universidad de Indiana State.

## Estadísticas de su carrera en la NBA

### Temporada regular
| Temp.   | Edad | Equipo  | Liga | P  | TIT | MIN | TC  | TCA | %TC  | 3P | 3PA | %3P | TL  | TLA | %TL  | R.OF. | R.DEF. | REB | ASIS | ROB | TAP | PER | FP  | PTS |
| 1966-67 | 22   | Chicago | NBA  | 31 |     | 6.8 | 1.3 | 3.6 | .360 |    |     |     | 0.5 | 0.7 | .636 |       |        | 0.9 | 0.7  |     |     |     | 0.9 | 3.0 |
| 1967-68 | 23   | Chicago | NBA  | 42 |     | 7.2 | 1.1 | 3.3 | .341 |    |     |     | 0.5 | 0.9 | .526 |       |        | 1.1 | 0.9  |     |     |     | 1.0 | 2.7 |
| Total   |      |         | NBA  | 73 |     | 7.0 | 1.2 | 3.4 | .349 |    |     |     | 0.5 | 0.8 | .567 |       |        | 1.0 | 0.8  |     |     |     | 1.0 | 2.8 |

### Playoffs
| Temp.   | Edad | Equipo  | Liga | P | MIN | TCA | TC | 3PA | 3P | TLA | TL | R.OF. | REB | ASIS | ROB | TAP | PER | FP | PTS | %TC  | %3P | %FT  | MIN | PTS | REB | AST |
| 1966-67 | 22   | Chicago | NBA  | 2 | 3   | 0   | 2  |     |    | 1   | 2  |       | 1   | 0    |     |     |     | 0  | 1   | .000 |     | .500 | 1.5 | 0.5 | 0.5 | 0.0 |
| 1967-68 | 23   | Chicago | NBA  | 1 | 5   | 1   | 3  |     |    | 0   | 0  |       | 0   | 0    |     |     |     | 0  | 2   | .333 |     |      | 5.0 | 2.0 | 0.0 | 0.0 |
| Total   |      |         | NBA  | 3 | 8   | 1   | 5  |     |    | 1   | 2  |       | 1   | 0    |     |     |     | 0  | 3   | .200 |     | .500 | 2.7 | 1.0 | 0.3 | 0.0 |